# London Cage

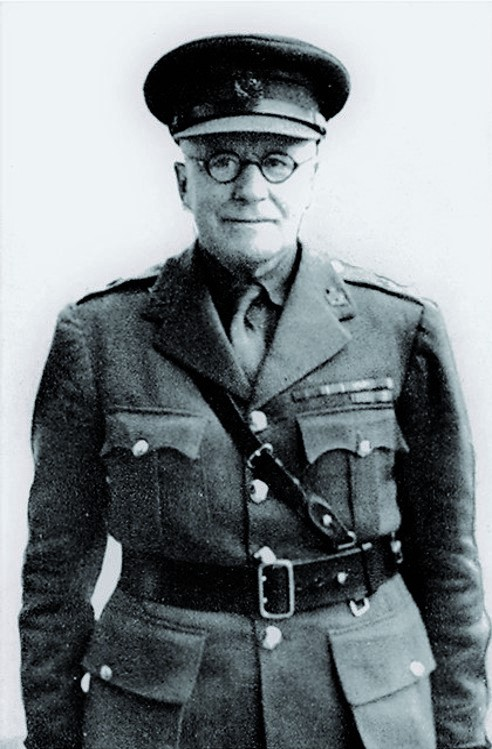
Alexander Scotland

Fritz Knöchlein

Il London Cage (letteralmente "gabbia di Londra") era un luogo dove l'MI19 britannico (Combined Services Detailed Interrogation Centre - CSDIC) aveva la possibilità di interrogare i prigionieri di guerra accusati di essere nazisti durante e subito dopo la seconda guerra mondiale (da luglio 1940 a settembre 1948); tali interrogatori erano soggetti anche a frequenti accuse di tortura. Era situato in un edificio della strada Kensington Palace Gardens di Londra.

## Storia
Il Regno Unito interrogava sistematicamente tutti i suoi prigionieri di guerra. Una "gabbia" per l'interrogazione dei prigionieri fu costituita nel 1940 in ciascuna area di comando del Regno Unito, occupata da ufficiali addestrati da Alexander Scotland, responsabile del Prisoner of War Interrogation Section (PWIS) appartenente al Intelligence Corps (Field Security Police). I detenuti sono stati mandati in campi di prigionia dopo il loro interrogatoria presso le "gabbie". Nove stanze per gli interrogatori sono state istituite dall'Inghilterra meridionale alla Scozia.
Le gabbie variarono nelle loro strutture, ad esempio, la gabbia di Doncaster utilizzava il circuito della città come un campo, mentre le gabbie di Catterick e Loughborough erano in campi spogli. La gabbia di Londra, situata in una zona alla moda della città, poteva contenere fino a 60 prigionieri ed era dotata di cinque stanze per gli interrogatori. Alloggiavano 10 ufficiali in servizio oltre a una dozzina di sottufficiali che servivano per gli interrogatori e come interpreti. La sicurezza garantita dai soldati dei reggimenti della guardia selezionati "per la loro altezza piuttosto che per il loro cervello". Molti dei sottufficiali britannici erano in grado di parlare e comprendere il tedesco ed erano quindi esperti nel persuadere i prigionieri a rivelare importanti informazioni. Alcuni di loro indossavano uniformi sovietiche dato della paura dei tedeschi nei confronti dei russi.
Dopo la guerra, il PWIS diventò War Crimes Investigation Unit (WCIU) e la gabbia di Londra diventò a sua volta la sede per interrogare i sospetti criminali di guerra. Fra i criminali di guerra nazisti detenuti alla gabbia di Londra era Fritz Knöchlein (SS-Nummer 87.881, numero NSDAP 157.016), responsabile dell'assassinio di 97 prigionieri britannici (massacro di Le Paradis) che erano arrivati a Lestrem, in Francia nel maggio del 1940. Knöchlein fu condannato e impiccato nel 1949.
Alexander Scotland partecipò all'interrogatorio del generale Kurt Meyer, che fu accusato di aver partecipato a un massacro di truppe canadesi. Meyer fu infine condannato a morte, sebbene la sentenza non sia stata eseguita. Scotland osservò che Meyer ricevette un trattamento più mite dopo la notizia di atrocità che aveva commesso erano ora maggiormente "fredde".
Il comandante delle SS e della polizia (SS- und Polizeiführer) Jakob Sporrenberg venne interrogato presso la gabbia di Londra dopo la fine della seconda guerra mondiale, contribuendo a definire la sua responsabilità per la morte di 46 000 ebrei in Polonia verso la fine del conflitto. Sporrenberg fu condannato a morte da un tribunale polacco a Varsavia nel 1950 e la sua esecuzione per impiccagione avvenne il 6 dicembre 1952.
Altri criminali di guerra nazisti che passarono attraverso la gabbia di Londra dopo la guerra furono Sepp Dietrich, un generale delle SS accusato, ma mai processato, per l'omicidio di prigionieri britannici nel 1940.
Alexander Scotland partecipò alla ricerca degli uomini delle SS e della Gestapo che uccisero 50 evasi dal Stalag Luft III nel 1944; tale azione è divenuta famosa nel film La grande fuga diretto da John Sturges nel 1963. La gabbia di Londra chiuse nel 1948.

## Le accuse di tortura
Alexander Scotland scrisse un libro di memorie nel dopoguerra intitolato London Cage pubblicato per Evan Bros nel 1957, che fu presentato al Ministero della Guerra nel 1950 con lo scopo di censurarlo. A Scotland fu chiesto di abbandonare la sua volontà di pubblicare il suo libro, e fu anche minacciato per la sua tenacia dal Official Secrets Act e gli agenti dello Special Branch perquisirono la sua casa. Il Foreign Office insistette affinché il libro venisse soppresso in quanto, nel suo complesso, avrebbe potuto aiutere le persone, "agitandole per conto dei criminali di guerra". Una valutazione del manoscritto da parte del MI5 ha elencato come Scotland aveva descritto ripetute violazioni della convenzione di Ginevra del 1929, tra cui i prigionieri costretti a inginocchiarsi mentre veniva picchiata sul capo della testa, costretti a stare sull'attenti per un massimo di 26 ore, e minacciati di morte. Il libro fu pubblicato nel 1957 con un ritardo di sette anni e dopo che tutto il materiale incriminante era stato già redatto.
Presso la gabbia di Londra, Scotland ha vigorosamente negato che la violenza fu utilizzata contro i prigionieri, e che le confessioni furono ottenute cogliendo discrepanze nei racconti dei prigionieri. "Non eravamo così stupidi da immaginare che la minima violenza, nemmeno la violenza di un personaggio più forte, avrebbe probabilmente prodotto i risultati sperati nel trattare con alcune delle creature più dure del regime di Hitler".
Pur negando il "sadismo", Scotland confessò cose che furono fatte e che erano "mentalmente altrettanto crudeli". Un prigioniero "sfacciato e ostinato", raccontò che fu costretto a spogliarsi e a fare dell'esercizio fisico. Questo "lo spompava completamente" e iniziò quindi a parlare. I prigionieri furono talvolta costretti a stare in piedi "ventiquattro ore su ventiquattro", e "se un prigioniero voleva fare pipì che doveva fare lì nei suoi abiti. Fu sorprendentemente efficace". Scotland rifiutò di permettere ispezioni da parte della Croce Rossa presso la gabbia di Londra, sulla base del fatto che i prigionieri ospitati erano sia civili "criminali all'interno delle forze armate."
Nel settembre del 1940, Guy Liddell, direttore della divisione B del controspionaggio del MI5, disse che gli era stato riferito da un ufficiale presente all'interrogatorio che Scotland aveva colpito la mascella di un agente tedesco catturato e detenuto al "Camp 020". L'agente era Wulf Schmidt, conosciuto con il nome in codice "Tate". Liddell scrisse sul suo diario che Scotland "mi stava colpendo alla mascella e penso ne abbia ottenuto uno indietro". Liddell disse ancora: "a parte gli aspetti morali della cosa, sono convinto che questi metodi utilizzati anche dalla Gestapo a lungo termine non pagano". Sempre Liddell disse che "Scotland aveva alzato la mattina una siringa contenente un po' di droga o altro, che si pensava avrebbe indotto il prigioniero [Tate] a parlare". Schmidt divenne poi un doppio agente contro i tedeschi come parte del Double-Cross System operato da MI5.
Nel 1943, le accuse di maltrattamenti alla gabbia di Londra hanno provocato una protesta formale al Segretario di Stato per la Guerra dal direttore del MI5 Maxwell Knight. Le accuse furono fatte da Otto Witt, un tedesco anti-nazista che è stato interrogato per determinare se agisse per conto dell'intelligence tedesca.
Al suo processo per i crimini di guerra, l'Obersturmbannführer delle SS Fritz Knöchlein affermò di essere stato torturato e che Scotland lo respinse nella gabbia di Londra come se si trattasse di una "denuncia lamentosa". Secondo Knöchlein, fu spogliato, privato del sonno e del cibo, e preso a calci dalle guardie. Egli raccontò che era obbligato a camminare in un cerchio stretto per quattro ore. Dopo aver reclamato con Scotland, Knöchlein sostenne di essere stato cosparso di acqua fredda, spinto giù per le scale, e picchiato. Egli ha anche affermato che fu costretto a stare accanto a una calda stufa a gas prima di essere inondato con acqua fredda. Infine ha raccontato che lui e un altro prigioniero sono stati costretti a correre in cerchio mentre trasportano tronchi pesanti. "Poiché queste torture erano le conseguenze della mia denuncia personale, ogni ulteriore denuncia sarebbe stata insensata", scrisse Knöchlein. "Una delle guardie che parevano essere maggiormente umane mi consigliò di astenermi dalle lamentele, altrimenti le cose sarebbero solo peggiorate per me". Altri prigionieri, ha affermato, furono picchiati fino a quando non chiesero di essere uccisi, mentre ad alcuni fu detto che sarebbero stati fatti scomparire.
Scotland scrisse nelle sue memorie che Knöchlein non fu mai interrogato alla gabbia di Londra perché c'era sufficiente materiale per condannarlo e
voleva "nessun documento confuso con l'aiuto di cui potrebbe cercare di muoversi dalla rete". Durante le sue ultime notti presso la gabbia, Scotland raccontò che Knöchlein "ha cominciato urlando in maniera semi-folle, in modo che le guardie della gabbia di Londra non sapevano come controllarlo". A un certo punto la polizia locale fu chiamata a indagare sul motivo per cui un tale frastuono proveniva dal Kensington Palace Gardens".
In un processo nel 1947 a 18 nazisti accusati nel massacro di 50 prigionieri alleati fuggiti dal Stalag Luft III tedesco dove affermano che siano stati utilizzati sistemi di tortura come la fame, la privazione del sonno, i metodi di interrogazione di tipo del "terzo grado" e scosse elettriche. Scotland le descrive nel suo diario come "accuse fantastiche". "Più d'una volta in quei 50 giorni di dispute in aula, un estraneo a tali vicende potrebbe aver sospettato che l'arci-criminale tra tutti loro fosse un ufficiale dei servizi segreti dell'esercito britannico, noto come colonnello Alexander Scotland."
Scotland ha negato le accuse al suo processo. Nella gabbia di Londra dice che era "molto turbato... dalla costante attenzione sulle nostre presunte mancanze, perché mi sembrava che questi racconti costruiti, pieni di crudeltà verso i nostri prigionieri tedeschi, fossero rapidamente diventati la notizia principale, mentre il destino brutale di quei cinquanta ufficiali della RAF rischiava di diventare una vecchia storia".